# 倉敷市民会館
倉敷市民会館（くらしきしみんかいかん、Kurashiki Civic Hall）は、岡山県倉敷市本町にあるコンサートホール。日本に現存するコンサートホールの中で最も歴史が長いものの一つ。

## 概要
ホールは、主にコンサートに使用され、和室会議室・大会議・練習室等も備えており、倉敷市の地域文化の発信拠点として年間30万人が利用している。運営はアルスくらしき（公益財団法人倉敷市文化振興財団）が行っている。
日本に現存する、最古のコンサートホール（クラシック音楽、特にオーケストラの演奏に最適化したホール）の一つである。
- 神奈川県立音楽堂（1954年 開館）
- 埼玉会館（1966年 開館）
- 倉敷市民会館（1972年 開館）
- 中新田バッハホール（1981年 開館）
- ザ・シンフォニーホール（1982年 開館）
- 福島市音楽堂（1984年 開館）
- サントリーホール（1986年 開館）
- 東京芸術劇場（1990年 開館）

NHK交響楽団機関誌『フィルハーモニー』1982年（昭和57年）7月号には下記のように記され、当ホールが当時の日本における最良のコンサートホールであったことが分かる。
岡山県下では、岡山シンフォニーホールと倉敷市芸文館が開館するまでキャパシティの大きなコンサートのほとんどが当館で行われていたが、現在は主催者と趣旨や規模により前述の各ホールとの住み分けができている。2008年（平成20年）10月1日から2009年（平成21年）11月2日まで耐震補強工事のため休館した。

### 構造
ステージは間口（24m）・奥行（18m）・高さ（12m）ともに広く作られ、残響時間は音響反射板を使用することで満席時1.7秒となり、特にクラシックの音楽ホールとして優れた特性を有する。
- 敷地面積 = 15,313m2
- 延床面積 = 10,607m2
- 地上4階地下1階

### 館内設備
- ホール （二階層）
- 大会議室
- 展示室（市民ギャラリー「藤」）
- 会議室（×5）
- 和室会議室（×2）
- 練習室
- レストラン

## 近隣ホール
- 倉敷市芸文館 - 当市民会館からも徒歩圏内の、演劇・音楽ホール。単層バルコニー形式、885席。演劇、クラシック音楽、軽音楽コンサート等に利用される。市民会館が いわゆる「中ホール」や「小ホール」を持たないことから、利用目的によって補完関係にあるとも言える。
- 倉敷公民館 - 鶴形山の南隣、美観地区にあり、周辺ではもっとも古いホール。387席の大ホールや音楽図書室等を備える。